# Kasteel Nieuwenbroeck
Kasteel Nieuwenbroeck in Beesel werd rond 1560 gebouwd door Johan van Holthuysen na zijn huwelijk met Helwig van Holtmeulen, erfdochter van de plaatselijke heer. Het oudste gedeelte bestaat uit een L-vormig woonhuis met trapgevels.
Het huidige uiterlijk dankt het kasteel mede aan verbouwingen door de families Bosman (ca. 1730) en De Collignon (ca. 1760). In 2005 werden de gebouwen opnieuw opgeknapt.

## Algemene omschrijving
Het goed ligt ten zuidoosten van het dorp, vrijwel tegen de dorpskern aan. Aan noordzijde loopt de Huilbeek, aan oostzijde liggen akkers, aan zuidzijde wordt het begrensd door een geasfalteerde weg (Bakheide) en aan westzijde ligt de Ruys de Splintersingel.
Het goed bestaat uit een 16e-eeuws edelmanshuis met een poortgebouw op een omgracht terrein. Het bijbehorende park, dat zich zowel binnen als buiten de gracht bevindt, is in de 19e eeuw nieuw aangelegd in late landschapsstijl.
Naast de monumentale onderdelen bevinden zich op het complex de volgende niet-beschermde onderdelen:
- Paardenstal in de wei naast de oprijlaan
- Uitbreiding uit de jaren 50 van het poortgebouw
- Glazen serre aan de oostgevel van het huis, met houten brug
- Veldkapel aan het begin van de oprijlaan: de Kruiskapel
- Enkele priëlen, een zwembad en een ommuurd rosarium

## Indeling
Het goed bevat de volgende monumentale onderdelen:

### Hoofdgebouw

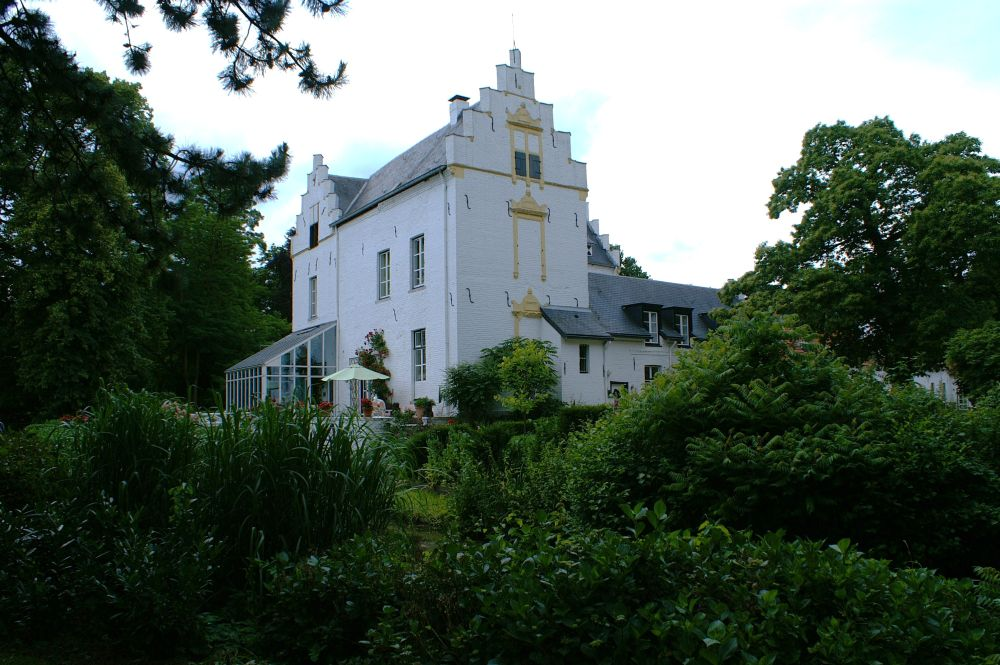
Het hoofdgebouw van achterzijde, met op de voorgrond het park

Het hoofdgebouw bestaat uit twee haaks op elkaar staande vleugels van twee bouwlagen onder een kapconstructie. Een derde vleugel betreft een aanbouw met trapgevels. Het gebouw is bekroond met zadeldaken met grijze dakleien. Het hele gebouw is opgetrokken uit witgekalkte baksteen waarin ramen in empirestijl. In de westelijke trapgevel bevindt zich een oeil de boeuf.

### Park
Het park bestaat uit twee lanen, een binnenplaats, een siertuin, een parkdriehoek, weiden en een bos.
De beide lanen betreft de oprijlaan en een laan langs de noordgrens van het complex. De oprijlaan leidt van de Ruys van Splinterlaan, langs de zuidzijde van de gracht, naar het poortgebouw via een stenen brug. De noordlaan loopt van de Ruys van Splinterlaan langs de noordzijde van de gracht, via de siertuin, en gaat over in een bospad.

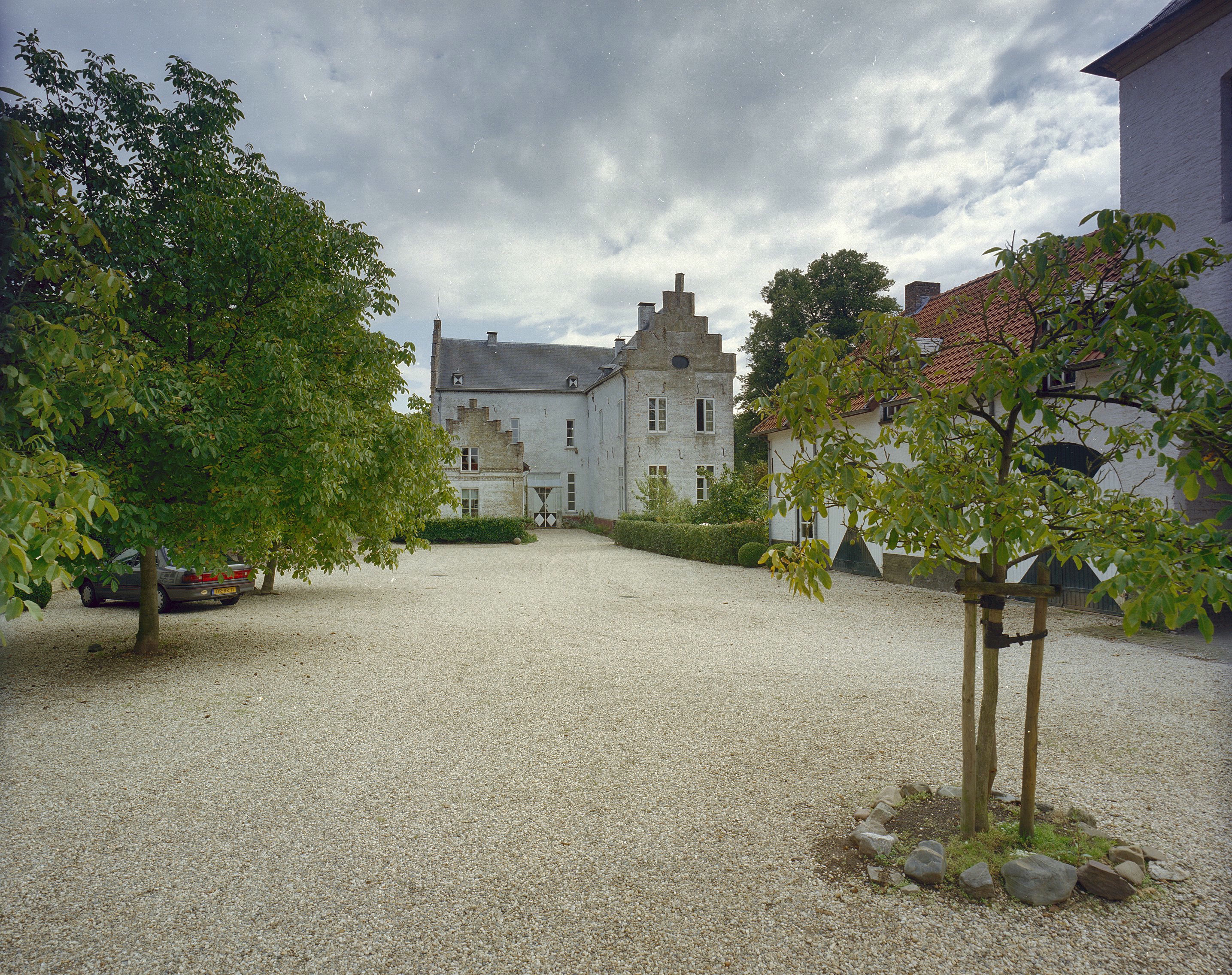
De binnenplaats met zicht op het hoofdgebouw

De binnenplaats wordt omgeven door het hoofdgebouw, het poortgebouw en de remise. 
De siertuin ligt direct aan oostzijde van het grachteiland. De tuin in modern ingericht. Voorheen lagen hier eveneens een boomgaard en een moestuin; beide zijn echter verdwenen.
Tegenover het poortgebouw met toegangsbrug ligt een park in driehoeksvorm. Twee van de drie zijden worden begrensd door brede sloten; de derde zijde vorm de grens van de oprijlaan. Dit park is in de eerste helft van de 19e eeuw aangelegd.
Aan west-, zuid- en oostzijde is het park omringd door weilanden, die een overgang vormen tussen de bebouwing met parkaanleg en het bos. Vier van de vijf zijden van het oostelijke weiland worden omgeven door een sloot, de vijfde zijde ligt aan de siertuin.
Door het bos, dat bijna de helft van het goed bestrijkt, lopen diverse wandelpaden. Vooral het zuidelijke deel van dit bos bevat veel oud hout. Het bos strekt zich uit van het zuidelijk deel van het complex tot het oostelijke deel, dus in noordoostelijke richting.

### Poortgebouw en bijgebouwen
De monumentale bijgebouwen bestaan uit het poortgebouw, het koetshuis en de duiventoren.

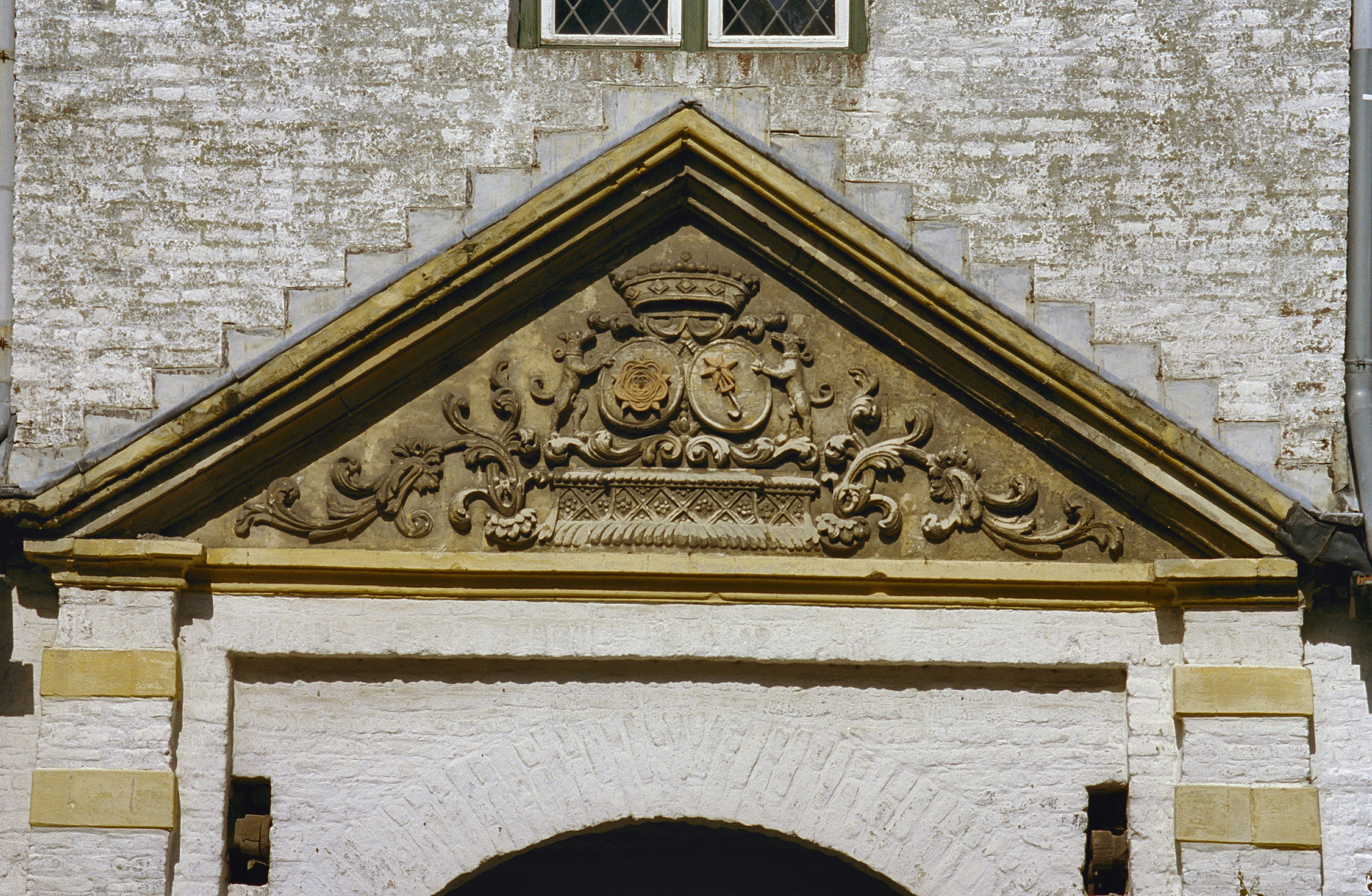
Fronton met het alliantiewapen boven het poortgebouw

Het langgerekte poortgebouw ligt evenwijdig aan de zuidelijke gracht. Het 18e-eeuwse gebouw is afgedekt met een schilddak met rode dakpannen. Het midden van dit gebouw is gebouwd als torenvormig paviljoen met toegangspoort. De brug over de gracht vormt een geheel met deze poort. Het schilddak van de toren is gedekt met dakleien en twee windvanen uit 1731. Boven de poort bevindt zich een driehoekig fronton met gebeeldhouwd alliantiewapen van de families Ruys en Van Aefferden. Het uit baksteen opgetrokken gebouw is, net als het hoofdgebouw, witgekalkt. Na de Tweede Wereldoorlog werd het poortgebouw uitgebreid met een vleugel.
Tussen het hoofdgebouw en het poortgebouw met vleugel ligt het bescheiden koetshuis uit de 18e eeuw. Deze remmise is momenteel in gebruik als woning.

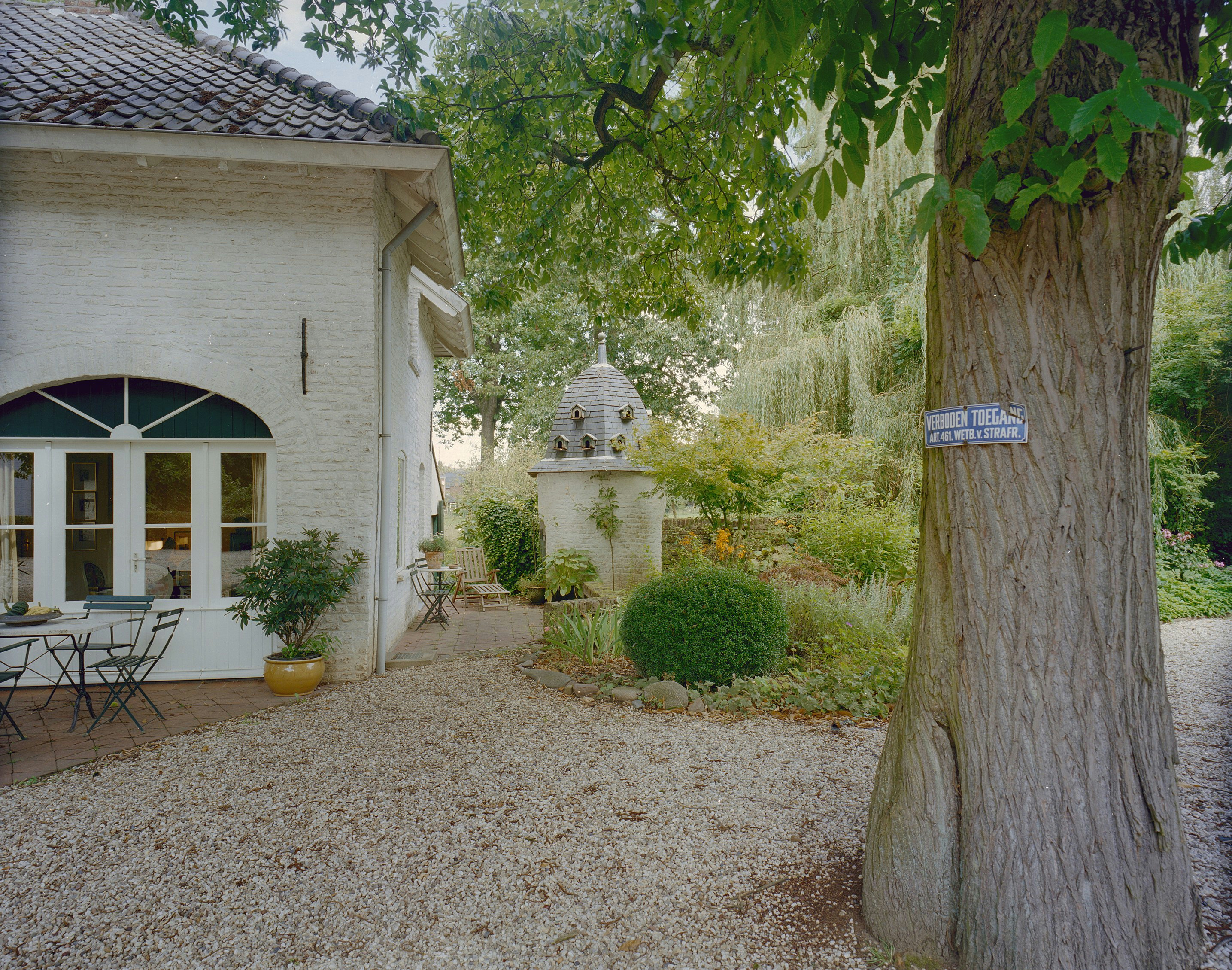
De zeskantige duiventoren

Naast de remise staat een lage ronde duiventoren, bestaande uit witgeschilderde baksteen. De toren wordt afgedekt door een zeskantig helmdak met leien. In de dakvlakken bevinden zich vlieggaten.

### Toegangsbrug

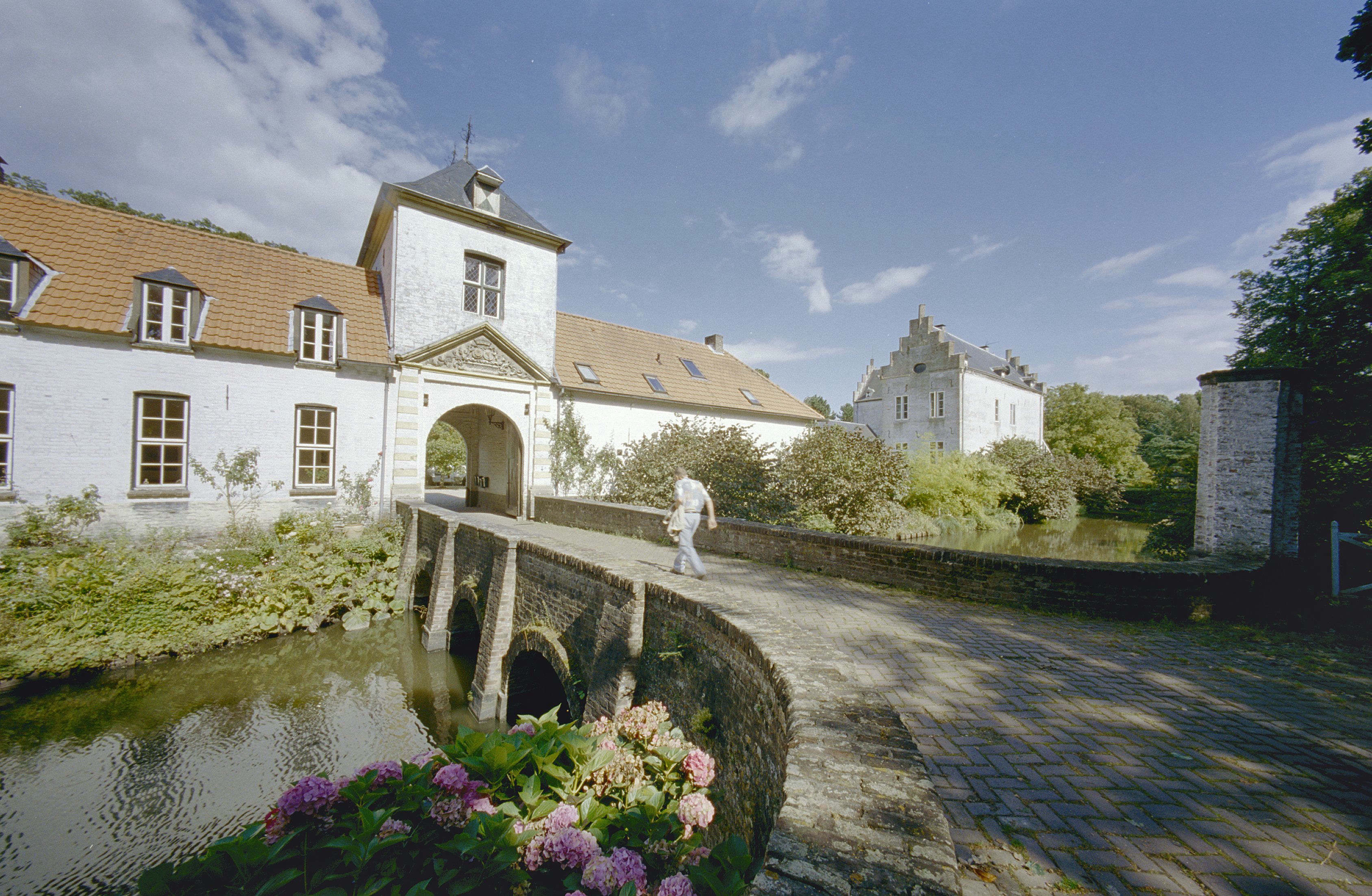
De stenen toegangsbrug met poortgebouw

De toegangsbrug uit de 17e of 18e eeuw loopt over de zuidzijde van de gracht, en verbindt de parkdriehoek en oprijlaan met de binnenplaats via de toegangspoort, haaks op de oprijlaan. De brug is uitgevoerd in baksteen met hardstenen dekplaten op de borstwering. de brug heeft drie togen met daar tussenin steunberen.

## Eigenaars en bewoner
Sinds 1788 is de familie Ruijs eigenaar van het kasteel. Een afstammeling van de eerste Ruijs die het kasteel bezat is Barbara Agnes Maria von Kempis (1947); zij trouwde in 1967 met Peter Ghyczy de Gicz (1940), architect, bewoners van kasteel Nieuwenbroeck.

### Afstamming via de familie Ruijs

Wapen van de familie Ruys

Wapen van de familie Van Aefferden

- Henricus Albertus Jacobus Ruys, heer van Nieuwenbroek (1788-) (1753-1824); trouwde in 1785 met Josephina Joanna Baptista Antonetta van Aefferden (1759-1834)
  - Ernest Albert Emmanuel Ruys, heer van Nieuwenbroeck (1824-1862) (1786-1862), burgemeester van Beesel
  - Felix Henri Joseph Ruys (1792-1869); trouwde in 1813 met jkvr. Emerentia Aldegonda Christina Josepha Agnes van Splinter, vrouwe van Ingenraedt (1793-1822), lid van de familie Van Splinter
    - Augusta Ruys van Nieuwenbroeck (erft Nieuwenbroeck van haar oom in 1862) [geboorte en overlijden onbekend]

  - Constantin Willebrord Philip Hubert Johann Ruys (1816-)
    - Emerentia Ruys van Nieuwenbroeck (1844-1928); trouwde in 1868 met Johann Rudolph Adolf Anton Friedrich Freiherr Geyr von Schweppenburg (1832-1907)
      - Agnes Maria Aloysia Huberta Kornelia Freiin Geyr von Schweppenburg (1880-1972); trouwde in 1908 Otto von Kempis (1872-1946)
        - Maximilian Rudolf Maria Otto Hubertus Josef von Kempis (1909-1968)
          - Barbara Agnes Maria von Kempis (1947); trouwde in 1967 met Peter Ghyczy de Gicz (1940), architect, bewoners van kasteel Nieuwenbroeck te Beesel [een verwant van hem werd in 1986 in gelijfd in de Nederlandse adel met de naam Von Ghyczy ]

    - Gabrielle Josephine Antonie Constante Hubertine Ruys van Nieuwenbroeck (erft Nieuwenbroeck van haar tante) (1846-1938); trouwde in 1889 met haar neef jhr. Felix Beatrix Constantin Hubert van Splinter (1847-1920), kapitein, burgemeester van Beesel, ridder in de Militaire Willems-Orde, lid van de familie Van Splinter